# Seria GP2 – Bahrain (1) 2015
Runda GP2 na torze Bahrain International Circuit – pierwsza runda mistrzostw serii GP2 w sezonie 2015.

## Lista startowa
| Nr | Kierowca            | Zespół              | Samochód       | Silnik              | Opony |
| -- | ------------------- | ------------------- | -------------- | ------------------- | ----- |
| 1  | Pierre Gasly        | DAMS                | Dallara GP2/11 | Mecachrome V8 4.00l | P     |
| 2  | Alex Lynn           | DAMS                | Dallara GP2/11 | Mecachrome V8 4.00l | P     |
| 3  | Julián Leal         | Carlin              | Dallara GP2/11 | Mecachrome V8 4.00l | P     |
| 4  | Marco Sørensen      | Carlin              | Dallara GP2/11 | Mecachrome V8 4.00l | P     |
| 5  | Stoffel Vandoorne   | ART Grand Prix      | Dallara GP2/11 | Mecachrome V8 4.00l | P     |
| 6  | Nobuharu Matsushita | ART Grand Prix      | Dallara GP2/11 | Mecachrome V8 4.00l | P     |
| 7  | Jordan King         | Racing Engineering  | Dallara GP2/11 | Mecachrome V8 4.00l | P     |
| 8  | Alexander Rossi     | Racing Engineering  | Dallara GP2/11 | Mecachrome V8 4.00l | P     |
| 9  | Mitch Evans         | Russian Time        | Dallara GP2/11 | Mecachrome V8 4.00l | P     |
| 10 | Artiom Markiełow    | Russian Time        | Dallara GP2/11 | Mecachrome V8 4.00l | P     |
| 11 | Raffaele Marciello  | Trident             | Dallara GP2/11 | Mecachrome V8 4.00l | P     |
| 12 | René Binder         | Trident             | Dallara GP2/11 | Mecachrome V8 4.00l | P     |
| 14 | Arthur Pic          | Campos Racing       | Dallara GP2/11 | Mecachrome V8 4.00l | P     |
| 15 | Rio Haryanto        | Campos Racing       | Dallara GP2/11 | Mecachrome V8 4.00l | P     |
| 16 | Sergio Canamasas    | MP Motorsport       | Dallara GP2/11 | Mecachrome V8 4.00l | P     |
| 17 | Daniël de Jong      | MP Motorsport       | Dallara GP2/11 | Mecachrome V8 4.00l | P     |
| 18 | Siergiej Sirotkin   | Rapax               | Dallara GP2/11 | Mecachrome V8 4.00l | P     |
| 19 | Robert Vișoiu       | Rapax               | Dallara GP2/11 | Mecachrome V8 4.00l | P     |
| 20 | André Negrão        | Arden International | Dallara GP2/11 | Mecachrome V8 4.00l | P     |
| 21 | Norman Nato         | Arden International | Dallara GP2/11 | Mecachrome V8 4.00l | P     |
| 22 | Marlon Stöckinger   | Status Grand Prix   | Dallara GP2/11 | Mecachrome V8 4.00l | P     |
| 23 | Richie Stanaway     | Status Grand Prix   | Dallara GP2/11 | Mecachrome V8 4.00l | P     |
| 26 | Nathanaël Berthon   | Lazarus             | Dallara GP2/11 | Mecachrome V8 4.00l | P     |
| 27 | Zoël Amberg         | Lazarus             | Dallara GP2/11 | Mecachrome V8 4.00l | P     |
| Nr | Kierowca            | Zespół              | Samochód       | Silnik              | Opony |

## Wyniki

### Sesja treningowa
| Nr | Kierowca    | Konstruktor        | Czas     | Okr. |
| -- | ----------- | ------------------ | -------- | ---- |
| 7  | Jordan King | Racing Engineering | 1:42,441 | 17   |

### Kwalifikacje
Źródło: Autosport
| Poz. | Nr | Kierowca            | Konstruktor         | Czas     | Poz. s. |
| ---- | -- | ------------------- | ------------------- | -------- | ------- |
| 1    | 5  | Stoffel Vandoorne   | ART Grand Prix      | 1:39,237 | 1       |
| 2    | 6  | Nobuharu Matsushita | ART Grand Prix      | 1:39,545 | 2       |
| 3    | 2  | Alex Lynn           | DAMS                | 1:39,599 | 3       |
| 4    | 14 | Arthur Pic          | Campos Racing       | 1:39,630 | 4       |
| 5    | 11 | Raffaele Marciello  | Trident             | 1:39,645 | 5       |
| 6    | 7  | Jordan King         | Racing Engineering  | 1:39,770 | 6       |
| 7    | 21 | Norman Nato         | Arden International | 1:39,857 | 7       |
| 8    | 8  | Alexander Rossi     | Racing Engineering  | 1:39,872 | 8       |
| 9    | 1  | Pierre Gasly        | DAMS                | 1:39,877 | 9       |
| 10   | 18 | Siergiej Sirotkin   | Rapax               | 1:39,887 | 10      |
| 11   | 10 | Artiom Markiełow    | Russian Time        | 1:39,955 | 11      |
| 12   | 15 | Rio Haryanto        | Campos Racing       | 1:39,961 | 12      |
| 13   | 9  | Mitch Evans         | Russian Time        | 1:39,999 | 13      |
| 14   | 19 | Robert Vișoiu       | Rapax               | 1:40,128 | 14      |
| 15   | 23 | Richie Stanaway     | Status Grand Prix   | 1:40,251 | 15      |
| 16   | 3  | Julián Leal         | Carlin              | 1:40,353 | 16      |
| 17   | 16 | Sergio Canamasas    | MP Motorsport       | 1:40,434 | 17      |
| 18   | 4  | Marco Sørensen      | Carlin              | 1:40,444 | 18      |
| 19   | 20 | André Negrão        | Arden International | 1:40,634 | 19      |
| 20   | 17 | Daniël de Jong      | MP Motorsport       | 1:40,653 | 20      |
| 21   | 26 | Nathanaël Berthon   | Lazarus             | 1:40,654 | 21      |
| 22   | 12 | René Binder         | Trident             | 1:40,773 | 22      |
| 23   | 22 | Marlon Stöckinger   | Status Grand Prix   | 1:40,995 | 23      |
| 24   | 27 | Zoël Amberg         | Lazarus             | 1:41,690 | 24      |
| Poz. | Nr | Kierowca            | Konstruktor         | Czas     | Poz. s. |

### Główny wyścig

#### Wyścig
Źródło: Wyprzedź Mnie!
| P                 | + / –     | Nr | Kierowca            | Konstruktor         | Okr. | Czas / Strata | Komentarz |
| ----------------- | --------- | -- | ------------------- | ------------------- | ---- | ------------- | --------- |
| 1                 | Bez zmian | 5  | Stoffel Vandoorne   | ART Grand Prix      | 32   | 1h01m23,306   |           |
| 2                 | 10        | 15 | Rio Haryanto        | Campos Racing       | 32   | +0:05,056     |           |
| 3                 | 5         | 8  | Alexander Rossi     | Racing Engineering  | 32   | +0:05,497     |           |
| 4                 | 2         | 7  | Jordan King         | Racing Engineering  | 32   | +0:12,322     |           |
| 5                 | 9         | 19 | Robert Vișoiu       | Rapax               | 32   | +0:20,048     | [ a ]     |
| 6                 | 7         | 9  | Mitch Evans         | Russian Time        | 32   | +0:25,543     |           |
| 7                 | 14        | 26 | Nathanaël Berthon   | Lazarus             | 32   | +0:27,729     |           |
| 8                 | 8         | 3  | Julián Leal         | Carlin              | 32   | +0:28,463     |           |
| 9                 | 10        | 20 | André Negrão        | Arden International | 32   | +0:29,502     | [ b ]     |
| 10                | 8         | 6  | Nobuharu Matsushita | ART Grand Prix      | 32   | +0:29,664     |           |
| 11                | 12        | 22 | Marlon Stöckinger   | Status Grand Prix   | 32   | +0:36,875     |           |
| 12                | 2         | 18 | Siergiej Sirotkin   | Rapax               | 32   | +0:38,516     |           |
| 13                | 2         | 10 | Artiom Markiełow    | Russian Time        | 32   | +0:41,021     |           |
| 14                | 3         | 16 | Sergio Canamasas    | MP Motorsport       | 32   | +0:41,391     |           |
| 15                | Bez zmian | 23 | Richie Stanaway     | Status Grand Prix   | 32   | +0:43,375     |           |
| 16                | 8         | 27 | Zoël Amberg         | Lazarus             | 32   | +0:44,062     |           |
| 17                | 5         | 12 | René Binder         | Trident             | 32   | +0:44,682     |           |
| 18                | 2         | 17 | Daniël de Jong      | MP Motorsport       | 32   | +0:48,421     |           |
| 19                | 16        | 2  | Alex Lynn           | DAMS                | 32   | +1:05,572     |           |
| Niesklasyfikowani |           |    |                     |                     |      |               |           |
|                   |           | 11 | Raffaele Marciello  | Trident             | 5    |               |           |
|                   |           | 1  | Pierre Gasly        | DAMS                | 4    |               |           |
|                   |           | 21 | Norman Nato         | Arden International | 4    |               | [ 3 ]     |
|                   |           | 4  | Marco Sørensen      | Carlin              | 4    |               |           |
|                   |           | 14 | Arthur Pic          | Campos Racing       | 4    |               |           |
| P                 | + / –     | Nr | Kierowca            | Konstruktor         | Okr. | Czas / Strata | Komentarz |

#### Najszybsze okrążenie
| Nr | Kierowca          | Konstruktor    | Czas     | Okr. |
| -- | ----------------- | -------------- | -------- | ---- |
| 5  | Stoffel Vandoorne | ART Grand Prix | 1:44,617 | 24   |

#### Prowadzenie w wyścigu
| Nr                              | Kierowca          | Okrążenia   | Suma |
| ------------------------------- | ----------------- | ----------- | ---- |
| 5                               | Stoffel Vandoorne | 1-21, 30-32 | 23   |
| 8                               | Alexander Rossi   | 22-30       | 8    |
| 15                              | Rio Haryanto      | 21-22       | 1    |
| \| Wykres \| \| ------ \| \| \| |                   |             |      |
| Wykres                          |                   |             |      |
|                                 |                   |             |      |

### Sprint

#### Wyścig
Źródło: Wyprzedź Mnie!
| P                 | + / –     | Nr | Kierowca            | Konstruktor         | Okr. | Czas / Strata | Komentarz |
| ----------------- | --------- | -- | ------------------- | ------------------- | ---- | ------------- | --------- |
| 1                 | 6         | 15 | Rio Haryanto        | Campos Racing       | 23   | 41:35,490     |           |
| 2                 | 6         | 5  | Stoffel Vandoorne   | ART Grand Prix      | 23   | +0:03,004     |           |
| 3                 | 1         | 26 | Nathanaël Berthon   | Lazarus             | 23   | +0:05,639     |           |
| 4                 | 2         | 8  | Alexander Rossi     | Racing Engineering  | 23   | +0:06,258     |           |
| 5                 | 4         | 3  | Julián Leal         | Carlin              | 23   | +0:13,945     |           |
| 6                 | 4         | 6  | Nobuharu Matsushita | ART Grand Prix      | 23   | +0:15,923     |           |
| 7                 | 3         | 19 | Robert Vișoiu       | Rapax               | 23   | +0:19,794     |           |
| 8                 | 1         | 20 | André Negrão        | Arden International | 23   | +0:20,159     |           |
| 9                 | 4         | 7  | Jordan King         | Racing Engineering  | 23   | +0:21,101     |           |
| 10                | 13        | 14 | Arthur Pic          | Campos Racing       | 23   | +0:25,690     |           |
| 11                | 4         | 23 | Richie Stanaway     | Status Grand Prix   | 23   | +0:32,040     |           |
| 12                | 1         | 10 | Artiom Markiełow    | Russian Time        | 23   | +0:33,200     |           |
| 13                | 5         | 17 | Daniël de Jong      | MP Motorsport       | 23   | +0:34,335     |           |
| 14                | 2         | 18 | Siergiej Sirotkin   | Rapax               | 23   | +0:34,361     |           |
| 15                | 4         | 2  | Alex Lynn           | DAMS                | 23   | +0:35,050     |           |
| 16                | 8         | 21 | Norman Nato         | Arden International | 23   | +0:39,501     |           |
| 17                | 14        | 9  | Mitch Evans         | Russian Time        | 23   | +0:39,501     |           |
| 18                | 2         | 27 | Zoël Amberg         | Lazarus             | 23   | +0:41,084     |           |
| 19                | 8         | 22 | Marlon Stöckinger   | Status Grand Prix   | 23   | +0:43,390     |           |
| 20                | Bez zmian | 11 | Raffaele Marciello  | Trident             | 23   | +0:47,545     |           |
| 21                | 1         | 4  | Marco Sørensen      | Carlin              | 23   | +0:49,715     |           |
| 22                | 1         | 1  | Pierre Gasly        | DAMS                | 23   | +0:56,504     |           |
| Niesklasyfikowani |           |    |                     |                     |      |               |           |
|                   |           | 16 | Sergio Canamasas    | MP Motorsport       | 4    |               | [ 5 ]     |
|                   |           | 12 | René Binder         | Trident             | 2    |               |           |
| P                 | + / –     | Nr | Kierowca            | Konstruktor         | Okr. | Czas / Strata | Komentarz |

#### Najszybsze okrążenie
| Nr | Kierowca           | Konstruktor | Czas     | Okr. |
| -- | ------------------ | ----------- | -------- | ---- |
| 11 | Raffaele Marciello | Trident     | 1:44,715 | 23   |

#### Premia za najszybsze okrążenie w TOP10
| Nr | Kierowca            | Konstruktor    | Czas     | Okr. |
| -- | ------------------- | -------------- | -------- | ---- |
| 6  | Nobuharu Matsushita | ART Grand Prix | 1:46,019 | 3    |

#### Prowadzenie w wyścigu
| Nr                              | Kierowca     | Okrążenia | Suma |
| ------------------------------- | ------------ | --------- | ---- |
| 15                              | Rio Haryanto | 7-23      | 16   |
| 3                               | Julián Leal  | 1-7       | 7    |
| \| Wykres \| \| ------ \| \| \| |              |           |      |
| Wykres                          |              |           |      |
|                                 |              |           |      |

## Klasyfikacja po zakończeniu rundy

### Kierowcy
| P  | +/− | Kierowca            | Starty | Punkty | P1 | P2 | P3 | PP | NO | NS |
| -- | --- | ------------------- | ------ | ------ | -- | -- | -- | -- | -- | -- |
| 1  | N   | Stoffel Vandoorne   | 2      | 43     | 1  | 1  | -  | 1  | 1  | -  |
| 2  | N   | Rio Haryanto        | 2      | 33     | 1  | 1  | -  | -  | -  | -  |
| 3  | N   | Alexander Rossi     | 2      | 23     | -  | -  | 1  | -  | -  | -  |
| 4  | N   | Nathanaël Berthon   | 2      | 16     | -  | -  | 1  | -  | -  | -  |
| 5  | N   | Jordan King         | 2      | 12     | -  | -  | -  | -  | -  | -  |
| 6  | N   | Robert Vișoiu       | 2      | 12     | -  | -  | -  | -  | -  | -  |
| 7  | N   | Julián Leal         | 2      | 10     | -  | -  | -  | -  | -  | -  |
| 8  | N   | Mitch Evans         | 2      | 8      | -  | -  | -  | -  | -  | -  |
| 9  | N   | Nobuharu Matsushita | 2      | 7      | -  | -  | -  | -  | 1  | -  |
| 10 | N   | André Negrão        | 2      | 3      | -  | -  | -  | -  | -  | -  |
| 11 | N   | Arthur Pic          | 2      | 0      | -  | -  | -  | -  | -  | 1  |
| 12 | N   | Richie Stanaway     | 2      | 0      | -  | -  | -  | -  | -  | -  |
| 13 | N   | Marlon Stöckinger   | 2      | 0      | -  | -  | -  | -  | -  | -  |
| 14 | N   | Artiom Markiełow    | 2      | 0      | -  | -  | -  | -  | -  | -  |
| 15 | N   | Siergiej Sirotkin   | 2      | 0      | -  | -  | -  | -  | -  | -  |
| 16 | N   | Daniël de Jong      | 2      | 0      | -  | -  | -  | -  | -  | -  |
| 17 | N   | Sergio Canamasas    | 2      | 0      | -  | -  | -  | -  | -  | 1  |
| 18 | N   | Alex Lynn           | 2      | 0      | -  | -  | -  | -  | -  | -  |
| 19 | N   | Zoël Amberg         | 2      | 0      | -  | -  | -  | -  | -  | -  |
| 20 | N   | Norman Nato         | 2      | 0      | -  | -  | -  | -  | -  | 1  |
| 21 | N   | René Binder         | 2      | 0      | -  | -  | -  | -  | -  | 1  |
| 22 | N   | Raffaele Marciello  | 2      | 0      | -  | -  | -  | -  | -  | 1  |
| 23 | N   | Marco Sørensen      | 2      | 0      | -  | -  | -  | -  | -  | 1  |
| 24 | N   | Pierre Gasly        | 2      | 0      | -  | -  | -  | -  | -  | 1  |
| P  | +/− | Kierowca            | Starty | Punkty | P1 | P2 | P3 | PP | NO | NS |

### Zespoły
| P  | +/− | Konstruktor         | Starty | Punkty | P1 | P2 | P3 | PP | NO | NS |
| -- | --- | ------------------- | ------ | ------ | -- | -- | -- | -- | -- | -- |
| 1  | N   | ART Grand Prix      | 4      | 50     | 1  | 1  | -  | 1  | 2  | -  |
| 2  | N   | Racing Engineering  | 4      | 35     | -  | -  | 1  | -  | -  | -  |
| 3  | N   | Campos Racing       | 4      | 33     | 1  | 1  | -  | -  | -  | 1  |
| 4  | N   | Lazarus             | 4      | 16     | -  | -  | 1  | -  | -  | -  |
| 5  | N   | Rapax               | 4      | 12     | -  | -  | -  | -  | -  | -  |
| 6  | N   | Carlin              | 4      | 10     | -  | -  | -  | -  | -  | 1  |
| 7  | N   | Russian Time        | 4      | 8      | -  | -  | -  | -  | -  | -  |
| 8  | N   | Arden International | 4      | 3      | -  | -  | -  | -  | -  | 1  |
| 9  | N   | Status Grand Prix   | 4      | 0      | -  | -  | -  | -  | -  | -  |
| 10 | N   | MP Motorsport       | 4      | 0      | -  | -  | -  | -  | -  | 1  |
| 11 | N   | DAMS                | 4      | 0      | -  | -  | -  | -  | -  | 1  |
| 12 | N   | Trident             | 4      | 0      | -  | -  | -  | -  | -  | 2  |
| P  | +/− | Konstruktor         | Starty | Punkty | P1 | P2 | P3 | PP | NO | NS |